# François Lapierre
François Lapierre PME (ur. 16 lipca 1941 w Bromont) – kanadyjski duchowny katolicki, biskup Saint-Hyacinthe w latach 1998-2017.

## Życiorys
Święcenia kapłańskie otrzymał 18 grudnia 1965 w Stowarzyszeniu Katolickich Misji Zagranicznych.
7 kwietnia 1998 papież Jan Paweł II mianował go ordynariuszem Saint-Hyacinthe w metropolii Sherbrooke. Sakry w dniu 16 czerwca 1998 udzielił mu jego poprzednik bp Louis-de-Gonzague Langevin MAfr.